# پاپراتیشته
پاپراتیشته (به صربی: Papratište) یک منطقهٔ مسکونی در صربستان است که در Požega واقع شده‌است. پاپراتیشته ۲۹۱ نفر جمعیت دارد.